# موتا لاوا
موتا لاوا (به لاتین: Mota Lava) یک جزیره در وانواتو است که در Torba واقع شده‌است. موتا لاوا ۱٬۶۴۰ نفر جمعیت دارد.